# Фреди Јунгберг
Карл Фредрик Јунгберг (швед. Karl Fredrik Ljungberg; Витше, 16. април 1977) бивши је професионални шведски фудбалер који је играо у везном реду.
Као петогодишњак се с родитељима преселио у Халмстад, где је одмах почео да игра фудбал. 1998. године из Халмстада је прешао у Арсенал. Дебитовао је у утакмици против Манчестер јунајтеда и дао је гол након пар минута. Био је један од важнијих играча Арсенала и шведске репрезентације, за коју је наступао 75 пута.
2003. је постао модел за мушки доњи веш код модне куће Калвин Клајн.

## Трофеји

### Клупски
Халмстад
- Прва лига Шведске: 1997.
- Куп Шведске: 1994/95.

Арсенал
- Премијер лига: 2001/02, 2003/04.
- ФА куп: 2001/02, 2002/03, 2004/05.
- ФА Черити шилд: 1999.

Сијетл саундерс
- Отворени куп САД: 2009.

### Индивидуални
- Играч сезоне Премијер лиге: 2001/02.
- Играч месеца Премијер лиге: април 2002.
- Златна лопта Шведске: 2002, 2006.
- Играч месеца МЛС лиге: октобар 2009.